# Luis Weiler
Luis Weiler (* 9. September 1863 in Amurrio, Spanien; † 16. Januar 1918 auf See vor Lourenço Marques, Mosambik) war ein deutscher Eisenbahn-Bauingenieur.

## Leben
Weiler wurde als Sohn des Eisenbahn-Bauingenieurs Karl Weiler geboren, der in Deutschland, Russland und Spanien Eisenbahnstrecken baute und dessen spanischer Frau Maria Asuncion, geborene de Lezama y Urquijo.
Nach seinem Abitur 1882 am Realgymnasium in Wiesbaden folgte ein Studium des Bauingenieurwesens an der Technischen Hochschule Hannover und der Technischen Hochschule Charlottenburg. In Hannover wurde er 1883 Mitglied des Corps Hannovera. Anschließend absolvierte er ein Referendariat als Bauführer in Stettin und Wiesbaden. Nach bestandenem 2. Staatsexamen wurde er zum Regierungsbaumeister (Assessor) ernannt und arbeitete 1891/1892 in Köln.

## Tätigkeiten in Siam und China

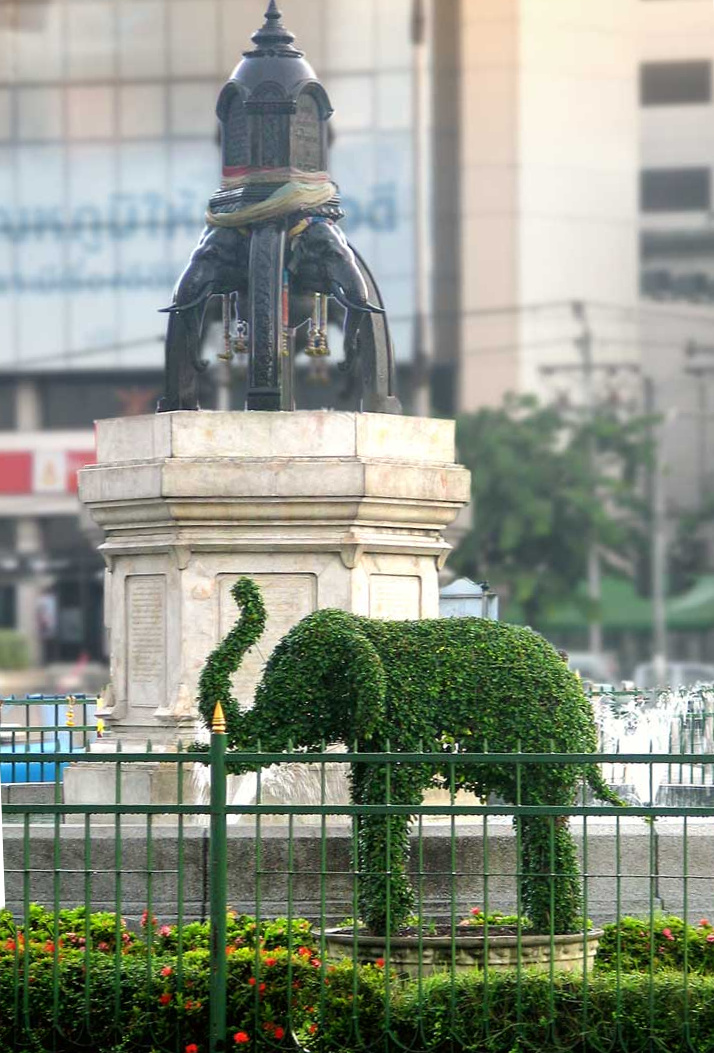
Gedenkpfeiler vor dem Bahnhof Bangkok Hua Lamphong, dem Ausgangspunkt der Koratbahn

Von 1893 bis 1897 arbeitete er als Sektionsingenieur für die Strecke von Ayutthaya über Saraburi nach Kaeng Khoi und Hinlap, einem 65 km langen Teilstück der Koratbahn, in Siam. Bei der Koratbahn handelt es sich um eine ca. 200 km lange Eisenbahnstrecke von Bangkok nach Nakhon Ratchasima (auch: „Korat“). Anschließend war er gesundheitlich angeschlagen und litt an Schwarzwasserfieber. Deshalb fuhr er zurück nach Deutschland, wo er am 18. Juni 1898 in Wiesbaden Elisabeth Jung heiratete. Noch am gleichen Tag reiste er nach China, um am Bau der Schantung-Bahn mitzuwirken. In Shandong angekommen, wurden ihm die ersten 60 Kilometer der Bahn als Sektion zugeteilt. Im Juni 1901 verließ er Shandong. Es folgte 1902 ein weiterer Aufenthalt bei der Eisenbahndirektion Köln.
1903/1904 war er am Bau der Haifabahn, einer Anschlusslinie der Hedschasbahn, in Palästina beschäftigt. Die Hedschasbahn sollte Damaskus mit Mekka und Medina verbinden, ausgeführt wurde die 1.302 Kilometer lange Strecke bis Medina mit den Seitenbahnen Haifa-Akka (17 km) und Derʿa-Bosra (28 km).
Am 1. Juli 1904 wurde er für 13 Jahre Generaldirektor der siamesischen Staatsbahn. Unter seiner Leitung wurde der Ausbau der Eisenbahn in Thailand weiter vorangetrieben. In nur rund fünf Jahre ab seinem Amtsantritt wurde das Streckennetz von 457 km auf 925 km mehr als verdoppelt.
Nach dem Beginn des Ersten Weltkriegs kam der Eisenbahnbau nahezu zum Stillstand, viele deutsche Ingenieure verließen das Land. Thailand konnte seine anfängliche Neutralität auf Dauer nicht aufrechterhalten. Am 22. Juli 1917, nachdem Siam auf Drängen Großbritanniens Deutschland den Krieg erklärt hatte, wurde er, ebenso wie alle anderen Deutschen, aus dem siamesischen Staatsdienst entlassen und interniert, nachdem er noch kurz zuvor mit dem Weißen-Elefanten-Orden II. Klasse ausgezeichnet worden war. Erkrankt und vorzeitig aus der Gefangenschaft entlassen, verstarb er 1918 auf der Heimreise nach Deutschland an Bord des dänischen Schiffes Magdala bei Lourenco Marques vor der Ostküste Afrikas.
Technikgeschichtliche Bedeutung hat die briefliche Korrespondenz mit seinem Vater. Diese wird heute im Deutschen Museum München aufbewahrt. Da auch Karl Weiler Eisenbahningenieur war, tauschten sich Vater und Sohn als technische Fachleute aus. Luis Weiler versah diese Briefe mit zahlreichen detaillierten Zeichnungen. Diese Briefe Weilers sind die einzige umfassende und über Jahre gehende Dokumentation eines im Ausland tätigen deutschen Ingenieurs.

## Schriften
- Anfang der Eisenbahn in Thailand. Chalermnit, Bangkok 1979.